# Центральный спортивный клуб Армии
Центральный спортивный клуб Армии (ЦСКА) — российский спортивный клуб, федеральное автономное учреждение Минобороны России.
Полное официальное наименование спортивного клуба — «Федеральное автономное учреждение Министерства обороны Российской Федерации „Центральный спортивный клуб Армии“».

## Общие сведения
Клуб основан 29 апреля 1923 года. Входил в «физкультурно-спортивное объединение Вооружённых сил» (наряду с ЦСК ВВС, ЦСК ВМФ и несколькими СКА), подчинялся Спорткомитету МО СССР. В советское время ЦСКА включал в себя команды практически по всем видам спорта, в том числе игровым. 27 апреля 1973 года, в честь 50-летия со дня основания, клуб был награждён орденом Ленина.
С ЦСКА связана работа таких известных тренеров, как А. Я. Гомельский (баскетбол), В. Н. Пшеницын (биатлон), Ю. М. Радоняк (бокс), Г. А. Вершинин (борьба), В. А. Капитонов и Р. М. Ростовцев (велоспорт), М. И. Винер и Ю. Б. Чесноков (волейбол), М. Я. Клименко (гимнастика), Л. П. Баклышкин и Г. Т. Череда (конный спорт), А. В. Акентьев (лыжный спорт), В. Н. Дедова (прыжки в воду), Б. П. Мищенко (самбо), Э. С. Сдобников (современное пятиборье), Е. А. Хайдуров (стрелковый спорт), В. И. Каплунов (тяжёлая атлетика), В. А. Аркадьев и Д. А. Тышлер (фехтование), С. А. Жук (фигурное катание), Б. А. Аркадьев (футбол), А. В. Тарасов (хоккей).
Обладателями Кубков европейских чемпионов были хоккеисты, волейболисты и баскетболисты.
На сегодняшний день в составе клуба 7 региональных филиалов в Хабаровске, Смоленске, Санкт-Петербурге, Геленджике, Самаре, Ростове-на-Дону и Севастополе, 171 спортивный объект, 19 спортивных центров, 37 детских спортивных школ и отделений. В Центральном спортивном клубе Армии занимаются более 10 000 спортсменов под руководством 549 тренеров. В настоящий момент ЦСКА культивирует 72 вида спорта (46 олимпийский, 19 неолимпийских и 7 военно-прикладных).

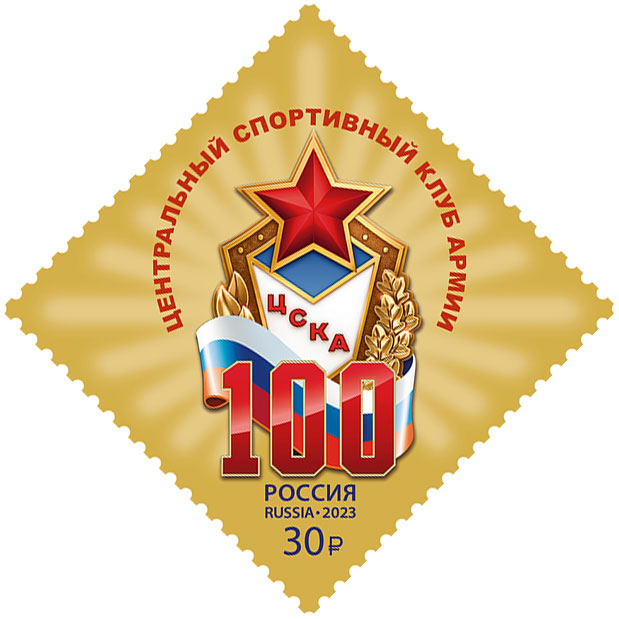
Почтовая марка 100 лет спортивному клубу ЦСКА

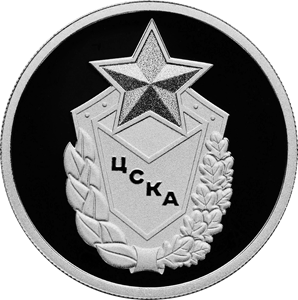
Монета Банка России — Серия: Российский спорт: ЦСКА

## История названия

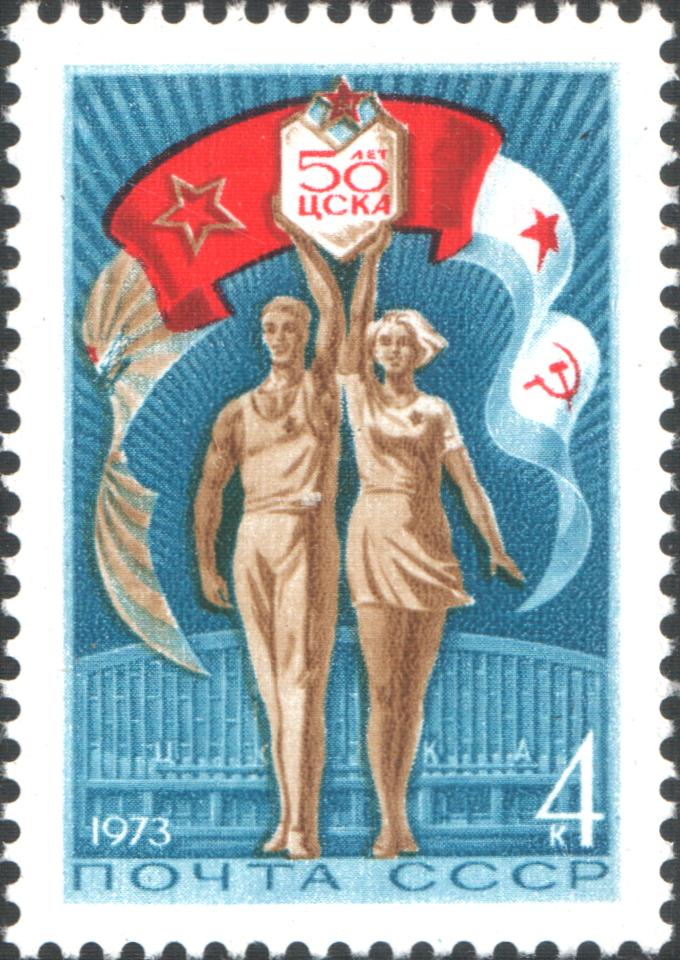
Почтовая марка СССР, 1973 год. 50 лет спортивному клубу ЦСКА

- Почтовая марка СССР, 1973 год. 50 лет спортивному клубу ЦСКА29.04.1923 — Опытно-показательная площадка Всеобуча (ОППВ) (Днём основания клуба принято считать 29 апреля 1923 года. В этот день состоялся футбольный матч между воинами-спортсменами за первенство Москвы).
- 23.02.1928 — Спортивный клуб Центрального дома Красной армии (ЦДКА) (23 февраля 1928 года ОППВ была включена в состав Центрального дома Красной армии как отдел физической культуры и спорта).
- 1951 — Спортивный клуб Центрального дома Советской Армии (ЦДСА) (Красная Армия была переименована в Советскую армию 25 февраля 1946 года, однако переименование армейских команд произошло несколько позже).
- 30.09.1953 — Центральный спортивный клуб Министерства обороны (ЦСК МО) (30 сентября 1953 года произошло объединение спортсменов Центрального дома Советской Армии (ЦДСА) и Военно-воздушных сил Московского военного округа (ВВС МВО)).
- 09.04.1960 — Центральный спортивный клуб Армии (ЦСКА) (9 апреля 1960 года ЦСК МО был переименован приказом Министра обороны СССР).

## Начальники
Руководство ЦСКА:
| Период     | Начальник          |
| ---------- | ------------------ |
| 1923—1924  | Ребрик Д. М.       |
| 1924—1938  | Верниковский Б. А. |
| 1939—1940  | Сретенский Е. С.   |
| 1943—1947  | Васильев Д. М.     |
| 1948—1949  | Андреев В. А.      |
| 1950—1952  | Халкиопов П. В.    |
| 1952—1953  | Сомов М. М.        |
| 1953—1956  | Сысоев В. Д.       |
| 1956—1961  | Новгородов А. А.   |
| 1962—1969  | Щитов Н. П.        |
| 1969—1970  | Чанышев А. Х.      |
| 1970—1976  | Табунов И. Д.      |
| 1976—1982  | Покусаев И. К.     |
| 1983—1987  | Блудов Ю. М.       |
| 1987—1989  | Захаров В. А.      |
| 1989—1992  | Акентьев А. В.     |
| 1992—1994  | Лаговский С. М.    |
| 1994—1998  | Барановский А. П.  |
| 1998—2002  | Мамиашвили М. Г.   |
| 2002       | Нино Н. С.         |
| 2002—2006  | Смородская О. Ю.   |
| 2006—2009  | Кущенко С. В.      |
| 2009       | Пак А. В.          |
| 2009—2012  | Шляхтин Д. А.      |
| 2012—2013  | Овсянников Ю. П.   |
| 2013—2014  | Лукашов В. Н.      |
| 2014—2017  | Барышев М. Н.      |
| 2017—н. в. | Громов А. В.       |

## Клубные команды
- Профессиональный футбольный клуб ЦСКА Москва
- Профессиональный баскетбольный клуб ЦСКА
- Хоккейный клуб ЦСКА
- Мини-футбольный клуб ЦСКА
- Регбийный клуб ЦСКА
- Волейбольный клуб ЦСКА
- Женский баскетбольный клуб ЦСКА
- Женский волейбольный клуб ЦСКА
- Женский футбольный клуб ЦСКА
- Мужской клуб по хоккею с мячом ЦСКА — существовал с 1936 по 1962
- Мужской гандбольный клуб ЦСКА — существовал с 1969 по 1998 год. В 1998 году объединился с московским «Спортакадемклубом» в клуб под названием «ЦСКА-Спортакадем». В 2001 году команда перебазирована в город Чехов (Московская область) и в декабре 2001 года клуб был переименован в «Чеховские медведи».
- Мужской гандбольный клуб ЦСКА — основан в 2017 году как «Спартак», название ЦСКА носит с 2020 года.
- ЦСКА (женский гандбольный клуб)
- ЦСКА (гандбольный клуб) —  см. СКА «Тирасполь»[уточнить]
- ЦСКА (пляжный футбольный клуб)

В середине 1950-х — конце 1980-х годов в ЦСК МО также существовали команды по женскому гандболу (вице-чемпион СССР по правилам 11×11 1956 г.) и мужскому хоккею на траве (на базе команды по хоккею с мячом; победитель Всесоюзных соревнований 1956 г.).
- ЦСКА (стрельба из лука)

## Достижения

### Достижения футбольного клуба ЦСКА
Кубок КФС — «Коломяги» (финал абсолютного первенства Москвы)
1922 (11.06.1922. ОЛЛС — МКС 4:2)
Кубок Тосмена («Кубок 2-х столиц»)
1922
Чемпион СССР
1946, 1947, 1948, 1950, 1951, 1970, 1991
Обладатель Кубка СССР
1945, 1948, 1951, 1955, 1990/1991
Приз Всесоюзного комитета
1952
Чемпион России
2003, 2005, 2006, 2012/2013, 2013/2014, 2015/2016
Обладатель Кубка России
2001/2002, 2004/2005, 2005/2006, 2007/2008, 2008/2009, 2010/2011, 2012/2013, 2022/2023
Обладатель Суперкубка России
2004, 2006, 2007, 2009, 2013, 2014, 2018
Обладатель Кубка УЕФА
2005

### Достижения хоккейного клуба ЦСКА
Чемпион СССР (32-кратный)
1948—1950, 1955, 1956, 1958—1961, 1963—1966, 1968, 1970—1973, 1975, 1977—1989
серебряный призёр чемпионатов страны: 1947, 1952—1954, 1957, 1967, 1969, 1974, 1976, 1990, 1992 (СНГ)
бронзовый призёр: 1962
- самая крупная победа: 23:0 («Спартак» Каунас, 1952/53)
- самое крупное поражение: 5:14 («Динамо» Москва, 1961/62).

Обладатель Кубка СССР (12-кратный)
1954—1956, 1961, 1966—1969, 1973—1977, 1979, 1988
финалист розыгрыша Кубка СССР: 1953 и 1976
- самая крупная победа: 23:0 («Красная звезда» Краснокамск, 1956)
- самое крупное поражение: 1:5 («Салават Юлаев» Уфа, 1994)

Обладатель Кубка европейских чемпионов (20-кратный)
1969—1974, 1977—1990
Обладатель Кубка Гагарина
2019, 2022, 2023
Чемпион России (2-кратный)
2014/15, 2018/19

### Достижения баскетбольного ЦСКА (муж.)
- 24-кратный чемпион СССР: 1945, 1960—1962, 1964—1966, 1969—1974, 1976—1984, 1988, 1990
- 3-кратный обладатель Кубка СССР: 1972, 1973, 1982
- 28-кратный чемпион России: 1992—2000, 2003—2019, 2020, 2024
- 4-кратный обладатель Кубка России: 2005, 2006, 2007, 2010
- 4-кратный обладатель Кубка Европейских Чемпионов: 1961, 1963, 1969, 1971
- Финалист розыгрыша Кубка Европейских Чемпионов: 1965, 1970, 1973
- 4-кратный чемпион Евролиги: 2006, 2008, 2016[6], 2019
- Участник Финала четырёх Евролиги: 2003—2010, 2012—2019
- Чемпион NEBL: 2000
- Участник Финала четырёх Европейской лиги: 1996
- Участник Финала четырёх Сапролиги: 2001
- Обладатель Промокубка Единой лиги ВТБ: 2008
- 11-кратный чемпион Единой Лиги ВТБ: 2010, 2012—2019, 2020, 2024

### Достижения волейбольного ЦСКА (муж.)
- 33-кратный чемпион СССР: 1949, 1950, 1952—1955, 1958, 1960—1962, 1965, 1966, 1970—1983, 1985—1991
- 5-кратный обладатель Кубка СССР: 1953, 1980, 1982, 1984, 1985
- 3-кратный чемпион России: 1994—1996
- Обладатель Кубка России: 1994
- 13-кратный обладатель Кубка европейских чемпионов: 1960, 1962, 1973—1975, 1977, 1982, 1983, 1986—1989, 1991
- 3-кратный обладатель Суперкубка Европы: 1987, 1988, 1991

### Достижения волейбольного ЦСКА (жен.)
- 6-кратный чемпион СССР
  - 1965, 1966, 1968, 1969, 1974, 1985
- 2-кратный обладатель Кубка СССР
  - 1972, 1984
- 3-кратный обладатель Кубка России
  - 1998, 2001, 2005
- 3-кратный победитель Кубка европейских чемпионов
  - 1966, 1967, 1986
- 4-кратный победитель Кубка обладателей кубков
  - 1973, 1975, 1988, 1998
- Победитель Top Volley International
  - 1998 (декабрь)

### Достижения хоккейного (с мячом) клуба ЦСКА
Чемпион СССР
1954, 1955, 1957
Серебряный призёр чемпионатов СССР
1956, 1958, 1960, 1962
Бронзовый призёр чемпионатов СССР
1959, 1961

### Достижения гандбольного ЦСКА (муж.)
- 9-кратный чемпион СССР — 1973, 1976—1980, 1982, 1983, 1987
- Серебряный призёр чемпионатов СССР — 1974, 1975, 1984, 1986, 1988
- Бронзовый призёр чемпионата СССР — 1985
- 2-кратный чемпион России — 1994, 1995
- Бронзовый призёр чемпионатов России — 1993, 1996, 1997
- Победитель Кубка европейских чемпионов — 1988
- Финалист Кубка европейских чемпионов — 1977, 1983
- 2-кратный обладатель Кубка Кубков — 1985, 1987
- Финалист Кубка ИГФ — 1991

### Музей спортивной славы ЦСКА и достижения спортивного общества ЦСКА
Накануне старта Олимпийских игр в Москве 16 июля 1980 года был открыт Музей спортивной славы ЦСКА.
Коллекция музея насчитывает более 6000 уникальных экспонатов. В основной экспозиции музея хранятся такие вещи как тренировочный диск первой Олимпийской чемпионки по лёгкой атлетике Нины Пономарёвой, шахматы Анатолия Карпова, седло, подаренное лично Семёном Будённым олимпийскому чемпиону по конному спорту Ивану Калите.
Особое место занимают трофеи армейских спортсменов, завоёванные на турнирах Спортивного комитета дружественных армий (СКДА) и Всемирных военных играх (CISM).
Основное место в коллекции занимают:
- Орден Ленина, которым был награждён ЦСКА 27 апреля 1973 года в честь 50-летия со дня основания.
- Вымпел Министра Обороны СССР — награда ЦСКА в честь 60-й годовщины со дня образования (апрель 1983 года).

В ЦСКА подготовлено свыше 15 тысяч чемпионов СССР и России.
Армейскими атлетами завоёвано: 1364 медали на Олимпийских играх, в том числе 579 золотых, более шести тысяч наград ими завоёвано на чемпионатах мира и Европы.

## Награды
- Орден Ленина (1973) — в честь 50-летия со дня образования
- Почётная Грамота Президиума Верховного Совета Российской Федерации (26 апреля 1993 года) — за большой вклад в развитие отечественного спорта, заслуги в подготовке спортсменов высокого класса и в связи с 70-летием со дня образования[10]
- Орден Александра Невского (2023) — в честь 100-летия клуба
- Полковая чаша Министерства обороны Российской Федерации (2023) — за высокие достижения в области физической культуры и спорта, а также заслуги в укреплении международного авторитета России[11]

## ЦСКА и «Динамо»
Широко известно историческое противостояние Центрального спортивного клуба Армии и общества «Динамо», длившееся с момента возникновения этих организаций и до распада СССР. Пик противостояния пришёлся на 1970-е (в это время (1968—1970) начальником ЦСКА был Чанышев Анвер Хайдарович), 1980-е гг., когда делом чести для спортсменов обеих команд было не уронить престиж своей организации. Именно для этого в Вооружённых Силах (ЦСКА) создавались спортивные роты — то есть нестроевые и неучебные воинские части, где спортивная (физическая) подготовка занимала 100 % боевой подготовки (не считая политзанятий). В ответ, общество «Динамо» старалось за счёт более высоких зарплат, надбавок к зарплатам, соцобеспечения, развитой материально-технической базы, переманить к себе наиболее талантливых молодых спортсменов и опытных тренеров из других спортивных организаций и клубов, не имевших столь сильного и влиятельного покровительства («Спартак» «Зенит», «Пищевик», «Буревестник» и т. д.).
Игорь Ларионов — один из 3 хоккеистов в мире (наравне с Вячеславом Фетисовым и Скоттом Нидермайером), кому удалось выиграть основные титулы мирового хоккея: Олимпиаду, чемпионат мира среди взрослых и юниоров, Кубок Канады или мира, Кубок Стэнли, так характеризует ситуацию, сложившуюся в ЦСКА на тот момент:
Нередко задаю себе вопрос: нужен ли вообще армии спорт высших достижений? Не об офицерской подготовке я веду речь — именно о профессиональных спортсменах. Способствует ли армейскому спорту содержание сверхдорогих команд, фиктивных майоров, капитанов, лейтенантов? Зачем тратить эти деньги, предназначенные непосредственно на оборону страны?. По существу, военизированный спорт высших достижений порожден нашей приказной административно-спортивной системой. Иначе говоря, он — логическое завершение пирамиды. Тот самый спорт, в котором командное управление действующими лицами выражено наиболее ярко. И под контролем, причём неусыпным, спортсменов здесь держать очень и очень легко. Но одно время выгода соблюдалась обоюдная — в 60 — 70-х никто и не мечтал играть за границей, а значит, не стоило сбрасывать со счетов столь немаловажную вещь, как армейская пенсия, потому и появилось множество фиктивных офицеров.
Игорь Ларионов
В 1986, для равноценного противостояния «Динамо» и ЦСКА, остальными спортивными организациями было создано объединённое Всесоюзное добровольное физкультурно-спортивное общество (ВДФСО) профсоюзов, куда вошли ДСО «Спартак», «Зенит», «Буревестник», «Трудовые резервы», «Водник», «Локомотив», «Труд» и «Урожай». Ежегодно свыше одного миллиарда рублей (ок. 1,5 млрд долларов США по состоянию на 1987, или 28 млрд долларов по состоянию на сегодняшний день) из совокупного бюджета профсоюзов уходило на физкультурно-оздоровительную и спортивную работу для того чтобы они могли составить хоть какую-то конкуренцию «Динамо» и ЦСКА.
На функционирование всех трёх организаций выделялись огромные средства.